# ضيفد بوليفي
ضيفد بوليفي (الاسم العلمي: Dyschoriste boliviana) هو نوع من النباتات يتبع جنس الضيفد من الفصيلة الأقنتية.